# Ludevít Grmela
Ludevít Grmela (* 16. dubna 1961) je bývalý československý fotbalista, záložník a fotbalový trenér.

## Fotbalová kariéra
Odchovanec klubu SK Hanácká Slavia Kroměříž. V lize hrál za Zbrojovku Brno, odehrál 23 utkání a dal 2 góly. Dále hrál ve druhé lize za TJ Gottwaldov, v kyperské lize za AEL Limassol, v rakouském St. Pöltenu a v Lerku Brno.

## Ligová bilance
| Ročník                                   | Zápasy | Góly | Klub              |
| ---------------------------------------- | ------ | ---- | ----------------- |
| 1. československá fotbalová liga 1989/90 | 23     | 2    | FC Zbrojovka Brno |
| Marfin Laiki Liga 1990/91                | 22     | 2    | AEL Limassol      |
| Marfin Laiki Liga 1991/92                | -      | -    | AEL Limassol      |
| CELKEM                                   | -      | -    |                   |

## Trenérská kariéra
Trénoval juniorské týmy Mutěnic, Velkých Pavlovic a od května 2012 juniorku Zbrojovky Brno. Jako hlavní trenér vedl od dubna do září 2013 A-tým Zbrojovky Brno, kde nahradil Petra Čuhela. Na podzim 2014 trénoval FK Blansko v Divizi D. Po odvolání Oldřicha Machaly se začátkem listopadu 2014 stal trenérem druholigového Znojma. V červenci 2015 se stal asistentem hlavního trenéra druholigového SFC Opava Jana Baránka.